# Колір ночі (фільм)
Ко́лір но́чі (англ. Color of Night) — американський фільм 1994 року.

## Сюжет
Нью-Йоркський психолог Білл Капа припиняє медичну практику після того, як його пацієнтка вчиняє самогубство прямо на його очах. Приголомшений цією подією, він їде в Лос-Анджелес до свого друга Боба Мура, який також працює лікарем-психологом, маючи надію, що друг допоможе йому повернутися до нормального життя. Боб запрошує Білла на сеанс групової психотерапії, які він проводить з кількома своїми пацієнтами. А наступного дня хтось вбиває Боба у його ж офісі. І це вбивство таємничим чином пов'язане з групою пацієнтів, з якими Білл познайомився напередодні на спільному сеансі психотерапії.

## У ролях
| Актор              | Роль             |
| ------------------ | ---------------- |
| Брюс Вілліс        | Капа             |
| Джейн Марч         | Роуз             |
| Рубен Бладес       | Мартінес         |
| Леслі Енн Воррен   | Сондра           |
| Скотт Бакула       | Боб Мур          |
| Бред Дуріф         | Кларк            |
| Ленс Генріксен     | Бак              |
| Кевін Дж. О'Коннор | Кейсі            |
| Ендрю Лоурі        | Дейл             |
| Ерік Ла Салль      | Андерсон         |
| Джефф Корі         | Ешланд           |
| Кетлін Вілхойт     | Мішель           |
| Ширлі Найт         | Едіт Найделмейер |
| Джон Бауер         | медичний експерт |
| Еві Корейн         | вибивала         |
| Стівен Р. Барнетт  | поліцейський 1   |
| Роберта Сторм      | портьє           |